# Ян Чуаньгуан
Ян Чуаньгуан (кит. трад. 楊傳廣, пиньинь Yáng Chuánguǎng, 10 июля 1933 — 27 января 2007) — тайваньский легкоатлет, участвовал в соревнованиях по десятиборью.
В 1954 году выиграл золото на Азиатских играх, а через шесть лет завоевал серебряную медаль на летних Олимпийских играх в Риме, уступив первому месту 67 очков. В 1963 году Ян установил новый мировой рекорд в прыжках в высоту.
Лучший легкоатлет мира по версии журнала Track & Field News 1963 года.